# セヴナン
セヴナン （Sevenans）は、フランス、ブルゴーニュ＝フランシュ＝コンテ地域圏、テリトワール・ド・ベルフォール県のコミューン。
コミューンの正式名称は、アクサンテギュを用いない。しかしながら、日常会話においてはSévenansは一般的に使われる。

## 地理
セヴナンは国道437号線の交差地点に位置する。437号線はモンベリアールに接続し、国道19号線を経由してベルフォールとデルにつながる。ガロ＝ローマ時代、サヴルーズ川谷の左岸沿いに道があり、セヴナンの領域を横断していた。道はトレテュダンから始まり、北のアンデルナンに向かっていった。

## 由来
ゲルマン語の人名Severa(n)に -ingosが付け足されてできた。Severnens（1147年）、Vernans（1342年）、Vfernas（1394年）、Severnans/Seuernans、Sifernans（1427年）、Sevonäns（1644年）、Sevenans（1655年）と移り変わった。

## 歴史
村の名前が初めて証明されたのは1147年である。村はその後アシス・シュル・ローの首長および、ベルフォールの司祭に依存した。セヴナンの一部であるルプ集落は、1347年にジャンヌ・ド・モンベリアールが相続した不動産として引用されている。
18世紀、村にはシャテノワ・レ・フォルジュとベルフォールのため設計された鉄溶鉱炉があった。
1768年、フランソワ・ベルナルダン・ノブラはマザラン公爵夫人と交換後にセヴナン男爵領をつくった。男爵領にはセヴナン、モヴァル、ルプが含まれた。ノブラはシャトーを建設している。19世紀にサリオ家がシャトーを再建し、2003年に修復が行われた。
セヴナンはベルフォールのカトリック教区に含まれている。

## 人口統計
| 1962年 | 1968年 | 1975年 | 1982年 | 1990年 | 1999年 | 2006年 | 2012年 |
| ------ | ------ | ------ | ------ | ------ | ------ | ------ | ------ |
| 194    | 223    | 194    | 201    | 575    | 726    | 787    | 714    |

source=1999年までLdh/EHESS/Cassini、2004年以降INSEE

## 経済

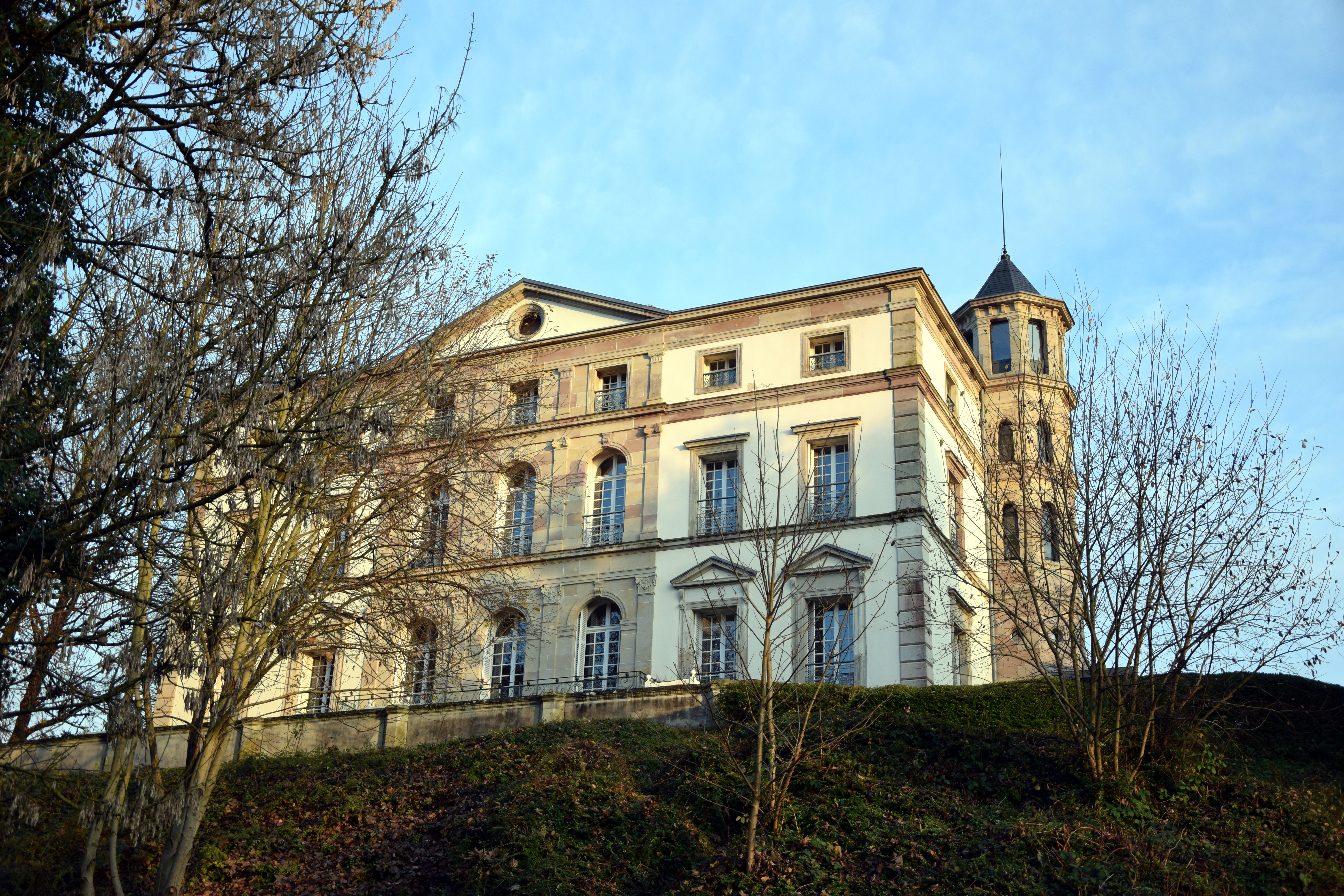
シャトー・サリオ

フランシュ＝コンテ北部の技術者養成校、ベルフォール＝モンベリアール技術大学（fr:Université de technologie de Belfort-Montbéliard）が1980年代にシャトー・サリオ周辺で開発された。大学の建物を設計したのはロラン・カストロである。